# Тарасове (Бокситогорський район)
Тарасове (рос. Тарасово) — присілок Бокситогорського району Ленінградської області Росії. Входить до складу Анісімовського сільського поселення.
Населення — 0 осіб (2007 рік). 